# Наргиз Гурбанова
Наргиз Гурбанова (на азербайджански: Nərgiz Qurbanova) е азербайджанска дипломатка, назначена за извънреден и пълномощен посланик на Република Азербайджан в Република България.

## Биография
Родена е в град Баку през 1975 г. Учи международни отношения в Бакинския държавен университет за бакалавърска степен (1990 – 1994) и за магистърска степен (1995 – 1997). От 1997 до 1999 г. учи международен мениджмънт в Западния университет (Азербайджан) за магистърска степен, от 2009 г. има докторска степен по философия от Виенския университет, Австрия.
Заемала е длъжността директор на дирекция „Икономическо сътрудничество и развитие“ в Министерството на външните работи на Азербайджан. Работила е в посолствата на Азербайджан в САЩ (с дипломатически съветник и длъжност временно управляващ и заместник-ръководител на мисията) и в Австрия
Назначена е за извънреден и пълномощен посланик на Република Азербайджан в Република България на 12 януари 2016 г., връчва акредитивните си писма на президента Росен Плевнелиев на 24 февруари 2016 г.

## Семейство
Наргиз Гурбанова е омъжена, има син.

## Награди и отличия
- Юбилеен медал „90-годишнина на дипломатическата служба на Република Азербайджан“ (1919 – 2009)[1]
- Орден „Мадарски конник“ I степен (2021)[3]